# B' Katīgoria 2000-2001
L'edizione 2000-2001 della B' Katīgoria vide la vittoria finale dell'Alki Larnaca.

## Formula
Le 14 squadre partecipanti hanno disputato il campionato incontrandosi in due gironi di andata e ritorno, per un totale di 26 giornate. Erano previste tre retrocessioni e tre promozioni.

## Classifica finale
|  |    | Classifica finale              | G  | V  | N | P  | GF | GS | DR  | Pt |
|  | -- | ------------------------------ | -- | -- | - | -- | -- | -- | --- | -- |
|  | 1  | Alkī Larnaca                   | 26 | 16 | 8 | 2  | 70 | 30 | +40 | 56 |
|  | 2  | Ethnikos Assia                 | 26 | 14 | 9 | 3  | 48 | 20 | +28 | 51 |
|  | 3  | Ermīs Aradippou                | 26 | 14 | 5 | 7  | 39 | 31 | +8  | 47 |
|  | 4  | Anagennīsī Deryneia            | 26 | 12 | 5 | 9  | 44 | 39 | +5  | 41 |
|  | 5  | EN ThOΪ Lakatamia              | 26 | 12 | 4 | 10 | 41 | 36 | +5  | 40 |
|  | 6  | Onīsilos Sōtīra                | 26 | 11 | 6 | 9  | 48 | 28 | +20 | 39 |
|  | 7  | Omonia Aradippou               | 26 | 10 | 9 | 7  | 45 | 39 | +6  | 39 |
|  | 8  | AEZ Zakakiou                   | 26 | 10 | 5 | 11 | 42 | 43 | -1  | 35 |
|  | 9  | Anagennisi Germasoyias         | 26 | 8  | 8 | 10 | 34 | 48 | -14 | 32 |
|  | 10 | APEP Pitsilia                  | 26 | 9  | 5 | 12 | 41 | 63 | -22 | 32 |
|  | 11 | Chalkanoras Idaliou            | 26 | 8  | 7 | 11 | 47 | 43 | +4  | 31 |
|  | 12 | Kinyras Empas                  | 26 | 6  | 6 | 14 | 27 | 42 | -15 | 24 |
|  | 13 | Rotsides Mammari               | 26 | 6  | 2 | 18 | 33 | 57 | -24 | 20 |
|  | 14 | AEK Achilleas Ayiou Theraponta | 26 | 5  | 3 | 18 | 32 | 72 | -40 | 18 |

G = Partite giocate; V = Vittorie; N = Nulle/Pareggi; P = Perse; GF = Goal fatti; GS = Goal subiti; DR = Differenza reti.

### Verdetti
- Alki Larnaca, Ethnikos Assia e Ermis Aradippou promossi in Divisione A.
- Kinyras Empas, Rotsides Mammari e AEK Achilleas Ayiou Theraponta retrocesse in Terza Divisione.